# Stephaton

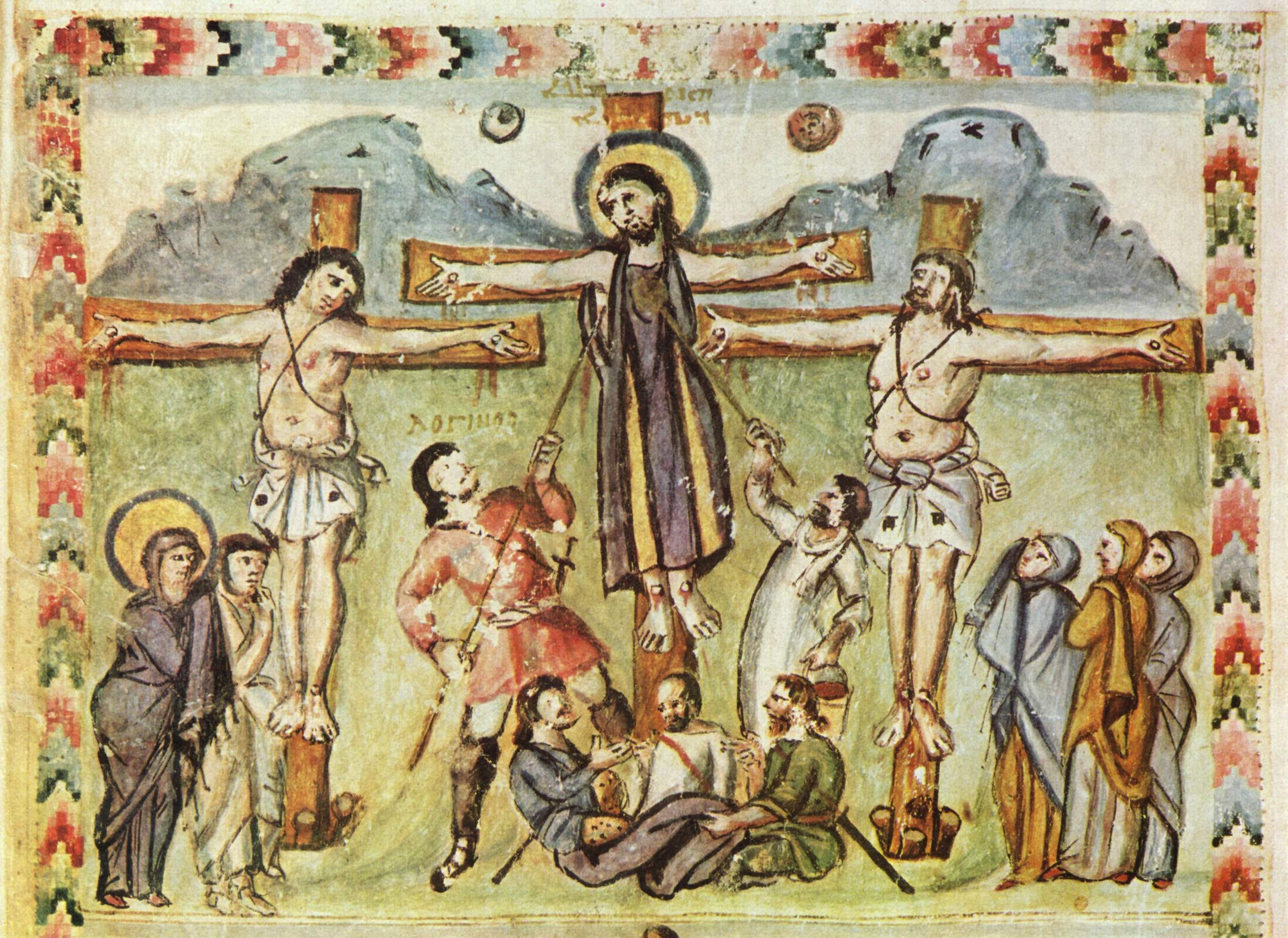
Rabbula-Evangeliar: Darstellung der Kreuzigung Christi (Ausschnitt fol. 13a): Der mit einem ärmellosen Gewand (colobium) bekleidete Christus wird rechts von Maria mit Johannes und Longinus flankiert, links von Stephaton, der Christus den Schwamm reicht, außerdem die weinenden Frauen, davor der Kreis der würfelnden Soldaten

Stephaton war der Überlieferung der christlichen Tradition nach ein römischer Soldat, der Jesus Christus am Kreuz kurz vor seinem Tod einen Schwamm mit Essig auf einen Stab – nach Joh 19, 29 ein Ysopzweig – gesteckt an den Mund hielt (vgl. Mt 27,48 ; Mk 15,36 , Joh 19,29 ).
In einer Privatoffenbarung der Mystikerin und Augustinernonne Anna Katharina Emmerick heißt der Schwammträger Abenadar. Nach dem Tod Christi sei er zum Glauben gekommen und auf den Namen Ctesiphon getauft worden. Auffallend ist die Klangähnlichkeit der Namen Stephaton und Ctesiphon, die beide aus dem Griechischen kommen. 
In der christlichen Ikonographie stehen der Schwammträger Stephaton und der Lanzenträger Longinus  zu beiden Seiten des Kreuzes.
In dem Passionsroman Die neunte Stunde von Günter Krieger ist Stephaton die Hauptfigur. 